# Lucia Ripamonti
Lucia Ripamonti (* 26. Mai 1909 in Lecco als Maria Ripamonti; † 4. Juli 1954 in Brescia), Ordensname Lucia dell’Immacolata, war eine römisch-katholische Ordensfrau in der Kongregation der Ancelle della Carità di Brescia. In der katholischen Kirche wird sie als Selige verehrt.

## Leben
Maria Ripamonti wurde am 26. Mai 1909 in Acquate, einem Stadtteil von Lecco, in eine Familie aus bescheidenen Verhältnissen geboren. Mit einem kirchenfeindlichen Vater, einer schwachen und kranken Schwester und einem Bruder, der ein wildes Leben führte, konnte die junge Maria ihrer Berufung zu einem Ordensleben zunächst nicht folgen. Daher arbeitete sie erst in einer Spinnerei, später in einer Glühbirnenfabrik, um die Familie zu unterstützen und im Haushalt zu helfen.
Sie besuchte häufig die Messe, kümmerte sich um Kinder und arbeitete mit den Mitgliedern der Katholischen Aktion in der Pfarrei zusammen. Der Pfarrer Luigi Piatti war ihr Vertrauter und gab ihr Religionsunterricht.
1932 konnte Maria endlich nach Brescia gehen, um in die Kongregation der Ancelle della Carità einzutreten. Bei zwei anderen Ordensgemeinschaften war sie vorher bereits abgelehnt worden. 1938 legte sie die ewige Profess ab und nahm den Ordensnamen Lucia dell’Immacolata an. Sie lebte im Mutterhaus der Gemeinschaft in Brescia. Dort bestand ihr Leben aus gewöhnlichen Aufgaben wie Haushalt, Bedienung von Gästen und Einkaufen. Sie unterschied sich jedoch von anderen ihren Mitschwestern durch ihre stete Freude und ihre spirituelle Tiefe. Ihren Vorgesetzten und ihren Pflichten gegenüber war sie stets gehorsam ohne sich zu beklagen.
Später wurde bei Lucia eine schwere Krebserkrankung diagnostiziert und sie begann, sich Gott als Opfer für die Bekehrung von Sündern und die Heiligung von Priestern anzubieten, während sie im Krankenhaus behandelt wurde. Im Krankenhaus kümmerte sie sich mehr um die anderen als um sich selbst. Schwester Lucia starb am 4. Juli 1954 im Alter von 45 Jahren und war bereits von dem Ruf umgeben, eine Heilige gewesen zu sein. Ihr Tod erfolgte weniger als einen Monat nach der Heiligsprechung von Maria Crocifissa Di Rosa, der Gründerin ihrer Kongregation, die sie so sehr verehrt hatte.

## Seligsprechung
Die damalige Generaloberin der Ancelle della Carità, Sr. Eugenia Menni, stellte 1992 den formellen Antrag auf Einleitung des Seligsprechungsverfahrens und die Diözese Brescia begann mit den Vorbereitungen für die Einleitung des Verfahrens. Die Kongregation für die Selig- und Heiligsprechungsprozesse erließ am 1. Dezember 1992 das formelle Dekret „nihil obstat“, das Sr. Lucia Ripamonti als Dienerin Gottes betitelte und die Einleitung des Verfahrens ermöglichte. Der diözesane Prozess wurde in Brescia unter Bischof Bruno Foresti durchgeführt und nach seinem Abschluss nach Rom weitergeleitet; die Kongregation erließ am 10. November 1995 ein Dekret, das den diözesanen Prozess bestätigte.
Lucia Ripamonti wurde am 27. Februar 2017 zur Ehrwürdigen Dienerin Gottes ernannt, nachdem Papst Franziskus ein Dekret unterzeichnet hatte, in dem die heroischen Tugenden von Sr. Lucia anerkannt wurden. Der Prozess zur Untersuchung eines Wunders, das ihrer Fürsprache zugeschrieben wird, wurde in der Diözese Bozen-Brixen am 7. August 2012 eröffnet und nur wenige Monate später am 20. November abgeschlossen. Papst Franziskus bestätigte dieses Wunder in einem Dekret vom 13. Mai 2019, das die Seligsprechung von Sr. Lucia ermöglichte; diese war für den 9. Mai 2020 vorgesehen, wurde aber wegen der COVID-19-Pandemie verschoben und letztendlich am 23. Oktober 2021 gefeiert.

## Gedenktag
Ihr Gedenktag in der Liturgie der Kirche ist ihr Todestag, der 4. Juli.